# Philippine Welser
Pour les articles homonymes, voir Welser.
Philippine Welser (née en 1527 à Augsbourg, morte le 24 avril 1580 au château d'Ambras à Innsbruck) était la fille d'un grand bourgeois d'Augsbourg ; elle fut l'épouse morganatique du fils cadet de l'empereur Ferdinand Ier et d'Anne Jagellon, princesse de Bohême et de Hongrie Ferdinand de Habsbourg, archiduc d'Autriche et comte de Tyrol.

## Biographie
Le père de Philippine Welser était Franz (Friedrich) Welser (né le 2 novembre 1497 à Augsbourg, mort le 29 octobre 1572 à Ravensbourg), qui fait partie d'une des grandes familles marchandes d'Augsbourg, appartenant au patriciat. Sa mère était Anna Adler (née en 1507, morte le 5 janvier 1572 à Weiherburg près d'Innsbruck). Elle était aussi la nièce de Bartholomäus V. Welser, et elle se distingua dès sa jeunesse non seulement par sa beauté, mais aussi par son intérêt pour les affaires et les sciences naturelles.
L'archiduc Ferdinand II de Habsbourg, fils de l'empereur et prince du Tyrol, épousa la roturière Philippine en secret. Étant donné que les maisons princières utilisaient les mariages pour consolider des alliances, ce qui était aussi prévu pour Ferdinand II, l'évènement ne fut pas négligeable. D'après un document daté de 1576 et dû à Ferdinand, le mariage fut conclu en janvier 1557. L'époque de leur rencontre n'est pas connue avec certitude. Les historiens romantiques du XIXe siècle ont supposé que la première rencontre se produisit dans le cadre de la Diète d'Augsbourg de 1548. Toutefois, Ferdinand n'y ayant signé aucun acte et son nom n'ayant pas non plus été cité dans d'autres enregistrements rédigés par les personnes présentes, il est peu probable qu'il y ait même été présent. Le premier contact avéré avec la famille Welser se place au 12 mai 1556, lorsque Catharina von Loxan, une tante de Philippine, obtint une autorisation de commerce de bétail. Elle devint une intime de Ferdinand et participa peut-être à l'organisation de la rencontre qui eut lieu, selon toute vraisemblance, à l'automne 1556 au château de Bresnitz (aujourd'hui Březnic).
Au plus tard en 1559, l'empereur Ferdinand Ier eut vent de la mésalliance de son fils, et un arrangement fut mis au point. Le mariage devait être gardé secret, les enfants éventuels seraient exclus de la succession des Habsbourg, mais pourraient acheter des titres nobiliaires et porter les armes des Habsbourg. En outre ils devaient, ainsi que Philippine, être dotés financièrement. L'empereur voulait par cette convention exprimer son désaccord et limiter les conséquences juridiques de l'union ; en tant que père, il voulait toutefois accorder son pardon et prendre Philippine ainsi que ses enfants sous sa protection. Le couple s'efforça autant que possible de respecter ces conditions. C'est ainsi par exemple que les enfants de Philippine furent admis au château au titre d'enfants trouvés. Seuls les intimes du couple savaient que les enfants déposés sur le seuil du château et  recueillis par Philippine étaient ses propres enfants. Des jumeaux nés plus tard à Bürglitz (un garçon et une fille, Philipp et Maria) furent également adoptés, mais moururent en bas âge. Lorsqu'il apprit leur mort, leur grand-père, qui n'avait pas eu l'occasion de les voir, fit exhumer leurs corps et les fit réenterrer à la cathédrale Saint-Guy de Prague, malgré tout nuitamment.
À partir de 1576 c'en fut fini du secret. Le fils aîné, Andreas, devait être nommé cardinal, ce qui exigeait la justification d'une origine légitime. Le pape libéra l'archiduc Ferdinand de son serment, à la suite de quoi celui-ci apporta la justification demandée.
Le couple a été considéré comme heureux. Philippine avait mis au monde deux fils, puis les jumeaux, morts toutefois en bas âge.
Son séjour de prédilection, le château d'Ambras, fut transformé en un magnifique château Renaissance. Elle s'occupait de cueillir des herbes médicinales et rédigea une pharmacopée. Les connaissances pharmaceutiques de Philippine Welser, bien que non mentionnées dans les descriptions historiques, n'étaient pourtant pas négligeables. Son manuscrit regroupant plus de 200 recettes (ordonnances) se trouve à la Bibliothèque nationale de Vienne ; sa tante Loxan tenait également un livre similaire. Le médecin de cour de Philippine, le docteur Georg Handsch, en recopia des parties importantes et les annexa à l'un de ses traités de médecine.
On attribue par ailleurs à Philippine un livre de cuisine sur des plats de son temps ; il n'est toutefois pas tout à fait certain qu'elle en soit l'auteur. Tout au moins a-t-elle effectué des ajouts ou plutôt les a-t-elle fait effectuer. Son livre d'heures, richement illustré, a également été conservé jusqu'à nos jours.
En outre elle s'engagea fortement en faveur de la population, ce dont témoignent de nombreuses requêtes qui lui avaient été adressées par écrit. Son mari lui transmit divers biens et lui fit de nombreux présents. Elle obtint les titres de margrave de Burgau, landgrave de Mellenburg et comtesse du Hohenberg supérieur et inférieur.
À partir de 1570 apparurent de sérieux problèmes de santé, et elle mourut le 24 avril 1580. Son mari lui fit construire un tombeau de marbre blanc dans la « chapelle d'argent » de la Hofkirche à Innsbruck. En outre, il prit soin à vie de ses serviteurs et prit en charge ceux que Philippine avait soutenus financièrement.
Ses fils André d'Autriche (né le 15 juin 1558 au château de Bresnitz, mort le 12 novembre 1600 à Rome, évêque de Constance et de Brixen), et Charles d'Autriche (né le 22 novembre 1560 au château de Bürglitz, mort le 31 octobre 1618 à Überlingen, général d'Empire en Hongrie), furent nommés margraves de Burgau (la marche de Burgau était un territoire Habsbourg, faisant partie de ce qu'on appelle l'Autriche antérieure ; elle était centrée autour de la ville de Burgau, dans l'Ouest de la Bavière actuelle.

## Ouvrages

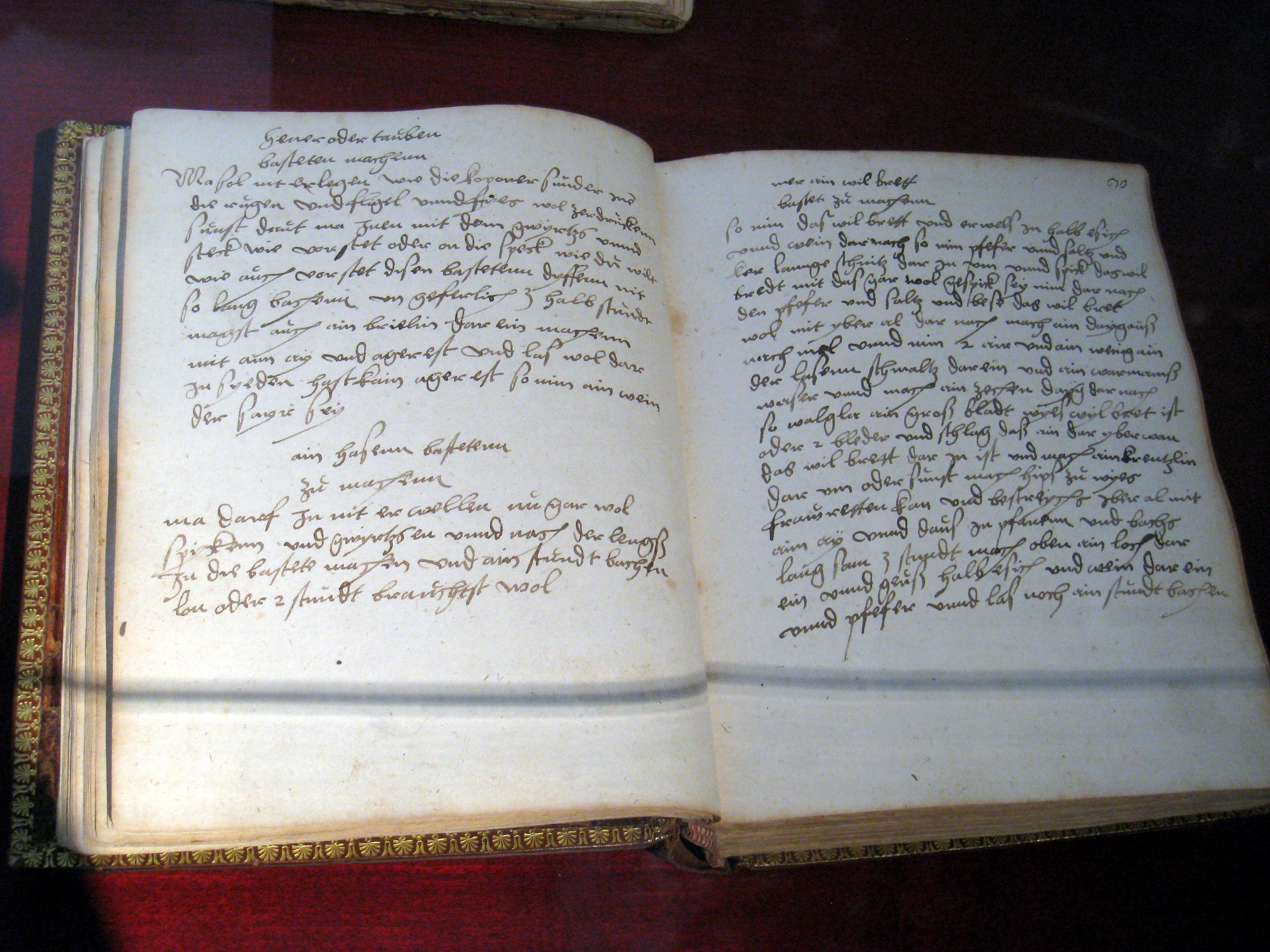
Son livre de cuisine

- De re coquinaria (livre de cuisine), manuscrit daté de 1545 environ, château d'Ambras à Innsbruck. Inv.Nr. PA 1473
- Livre de cuisine et pharmacopée, manuscrit de 1545 environ, château d'Ambras à Innsbruck. Inv.Nr. PA 1474

### Sur sa vie
- Eduard Widmoser: Philippine Welser (1527-1580). In: Publikationen der Schwäbischen Forschungsgemeinschaft: Reihe 3: Lebensbilder aus dem Bayerischen Schwaben, tome 2: Hg. von Götz Frhr. von Pölnitz, Weißenhorn: Anton H. Konrad Verlag (Vorm. Max-Hueber-Verlag, München), 1953, 467 p.,  (ISBN 3-87437-066-6), ici : S. 227-245
- Wendelin Boeheim: Philippine Welser - Eine Schilderung ihres Lebens und ihres Charakters, Innsbruck: Verlag des Museum Ferdinandeum, o.J. (vers 1893), 67 S.
- Joseph Hirn: Erzherzog Ferdinand II. von Tirol. Geschichte seiner Regierung und seiner Länder, Innsbruck, v. 1 (1885), surtout le volume 2 (1888)
- Paul Lindenberg: Das Denkmal der deutschen Frauen, Essen 1927 (pages 50-56)
- Philippine Welser und Anna Caterina Gonzaga, catalogue d'exposition, Schloss Ambras, Innsbruck 1998

### Art de la guérison par les simples
- (de) Sigrid-Maria Größing, Kaufmannstochter im Kaiserhaus : Philippine Welser und ihre Heilkunst, Vienne, Kremayr und Scheriau, 1992, 254 p. (ISBN 3-218-00531-0).
- (de) Sigrid-Maria Größing, Die Heilkunst der Philippine Welser : Außenseiterin im Hause Habsburg, Augsbourg, Sankt-Ulrich-Verlag, 1998, 160 p. (ISBN 3-929246-28-7).
- (de) Karl Beer, « Philippine Welser als Freundin der Heilkunst », Gesnerus, vol. 7,‎ 1950, p. 80-86.

### Art culinaire
- Manfred Lemmer (Hrsg.): Das Kochbuch der Philippine Welser. Pinguin-Verlag, Innsbruck 1983 (Lizenzausgabe der Edition Leipzig)  (ISBN 3-7016-2122-5) - Fac-similé de l'ouvrage original De re coquinaria avec commentaire, transcription et glossaire par Gerold Hayer

### Romans sur Philippine Welser
- Adelbert [Heinrich] Graf [von] Baudissin : Philippine Welser oder vor dreihundert Jahren. Historischer Roman. 1864
- [Johann Baptist Durach] : Philippe Welserinn. Eine Geschichte aus dem sechszehnten Jahrhunderte, 1792
- George [Ludwig] Hesekiel : Lux et umbra. Ein großer Liebeshandel im sechszehnten Jahrhundert. Aus den hinterlassenen Schriften des Magisters Nicolaus Longinus und anderen zuverlässigen Mittheilungen herausgegebe, 1861
- Moritz Richter : Philippine Welser. Historische Erzählung, 1830
- Fanny Wibmer-Pedit : Die Welserin. Roman, 1940
- Oskar Wildenburg : Philippine Welser, die schöne Augsburgerin oder die eiserne Garderobe des Mittelalters. Historische Erzählung, 1873
- Heinrich Zerkaulen : Die heimliche Fürstin. Roman, 1933

## Source
- (de) Cet article est partiellement ou en totalité issu de l’article de Wikipédia en allemand intitulé « Philippine Welser » (voir la liste des auteurs).